# Tankmonument (Aarlen)

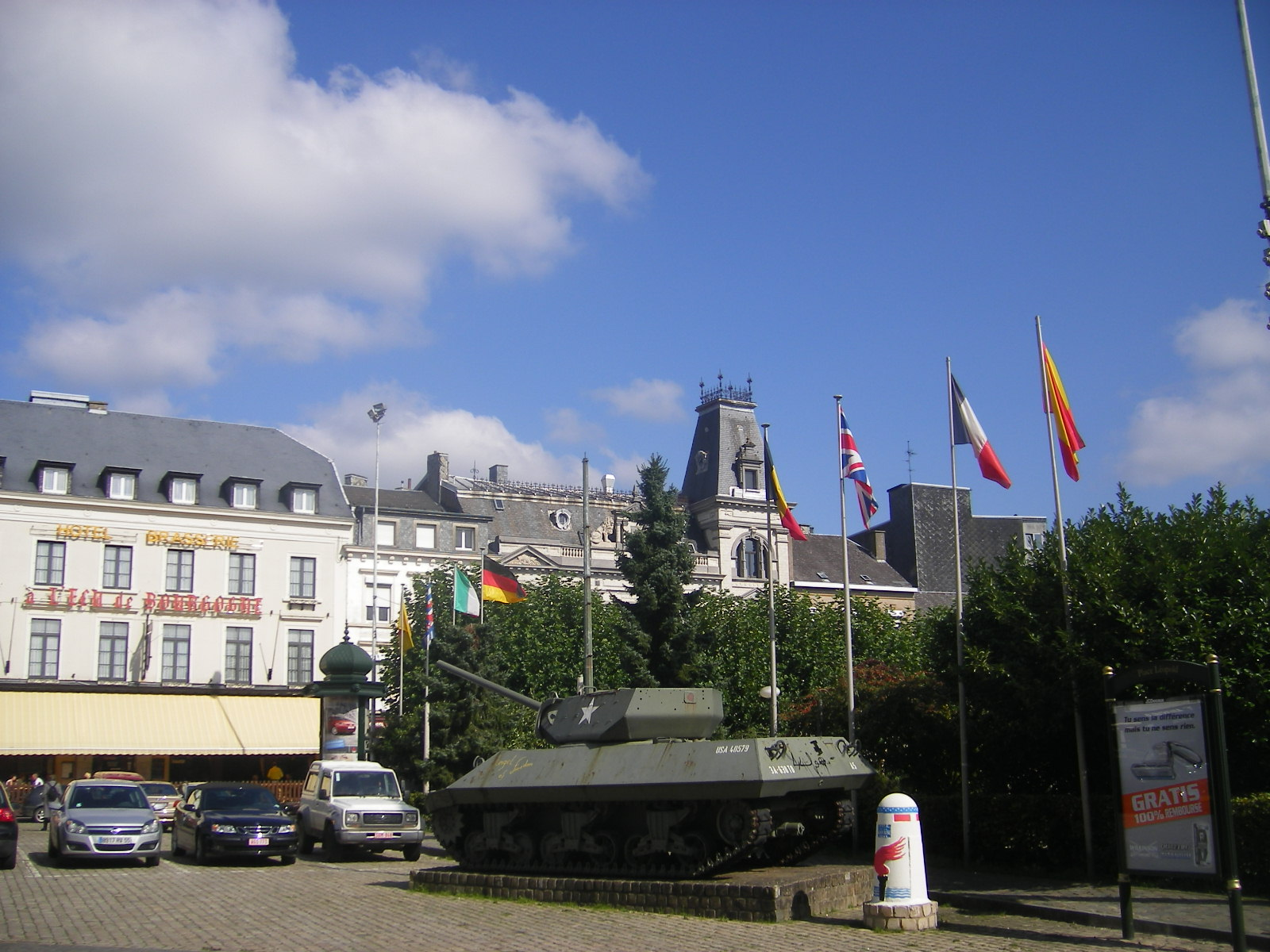

Het Tankmonument is een oorlogsmonument in de Belgische stad Aarlen. Dit tankmonument staat op het Place Léopold in het centrum. De Amerikaanse tankjager is van het type M10 Tank Destroyer, genaamd Angel of Freedom.

## Geschiedenis
Op 10 september 1944 werd Aarlen tijdens de Tweede Wereldoorlog door de geallieerden bevrijd van de Duitse bezetting. Het pantservoertuig nam deel aan de Slag om de Ardennen, als onderdeel van 630th Tank Destroyer Batallion, Company A.
Op 24 september 1984 werd de tankjager ter ere van de bevrijding van Aarlen op het plein geplaatst, vanwege de veertigste verjaardag van de bevrijding. Deze plek werd gekozen omdat hier in 1944 de bevrijders door de stad begroet werden.

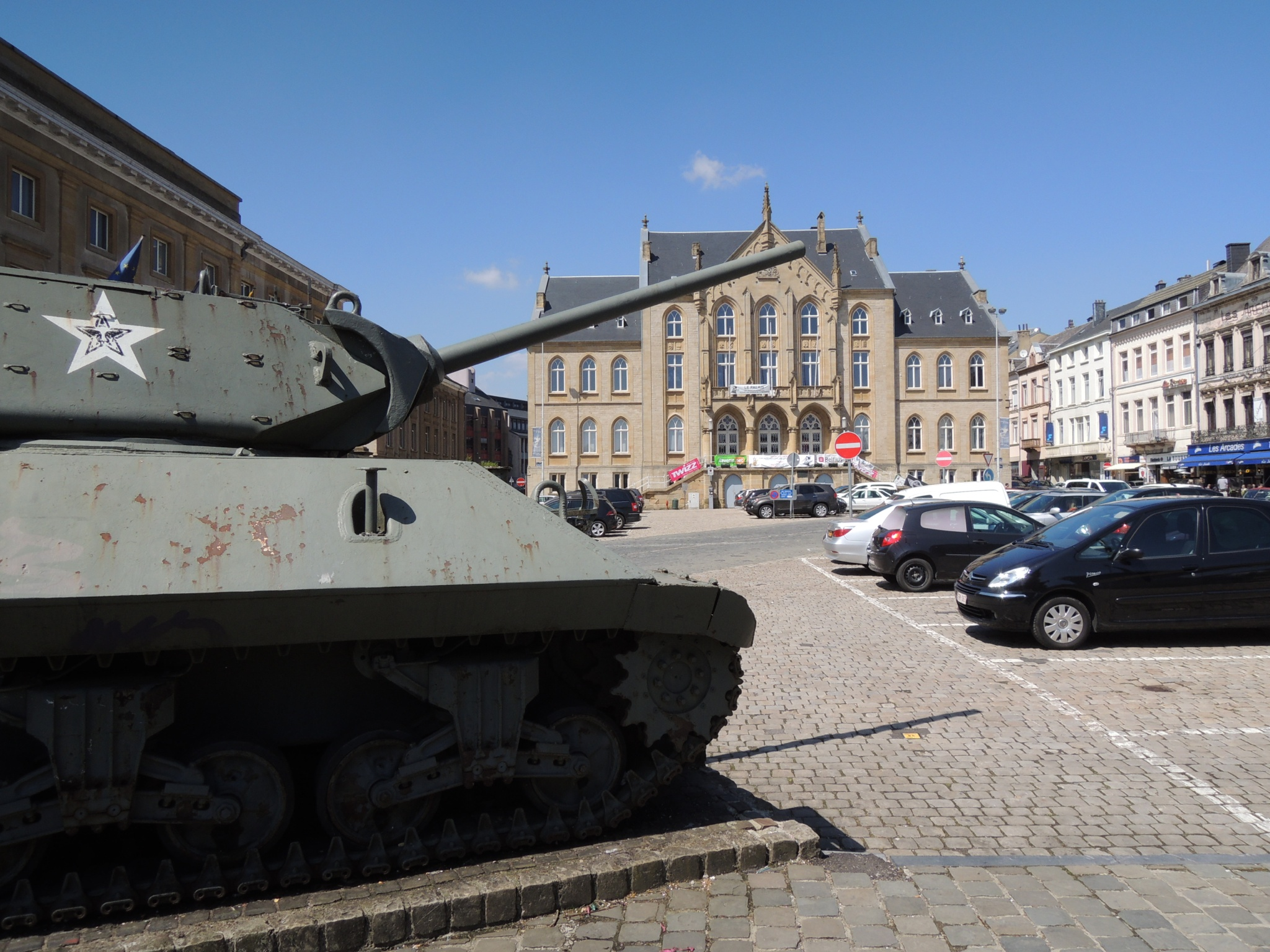
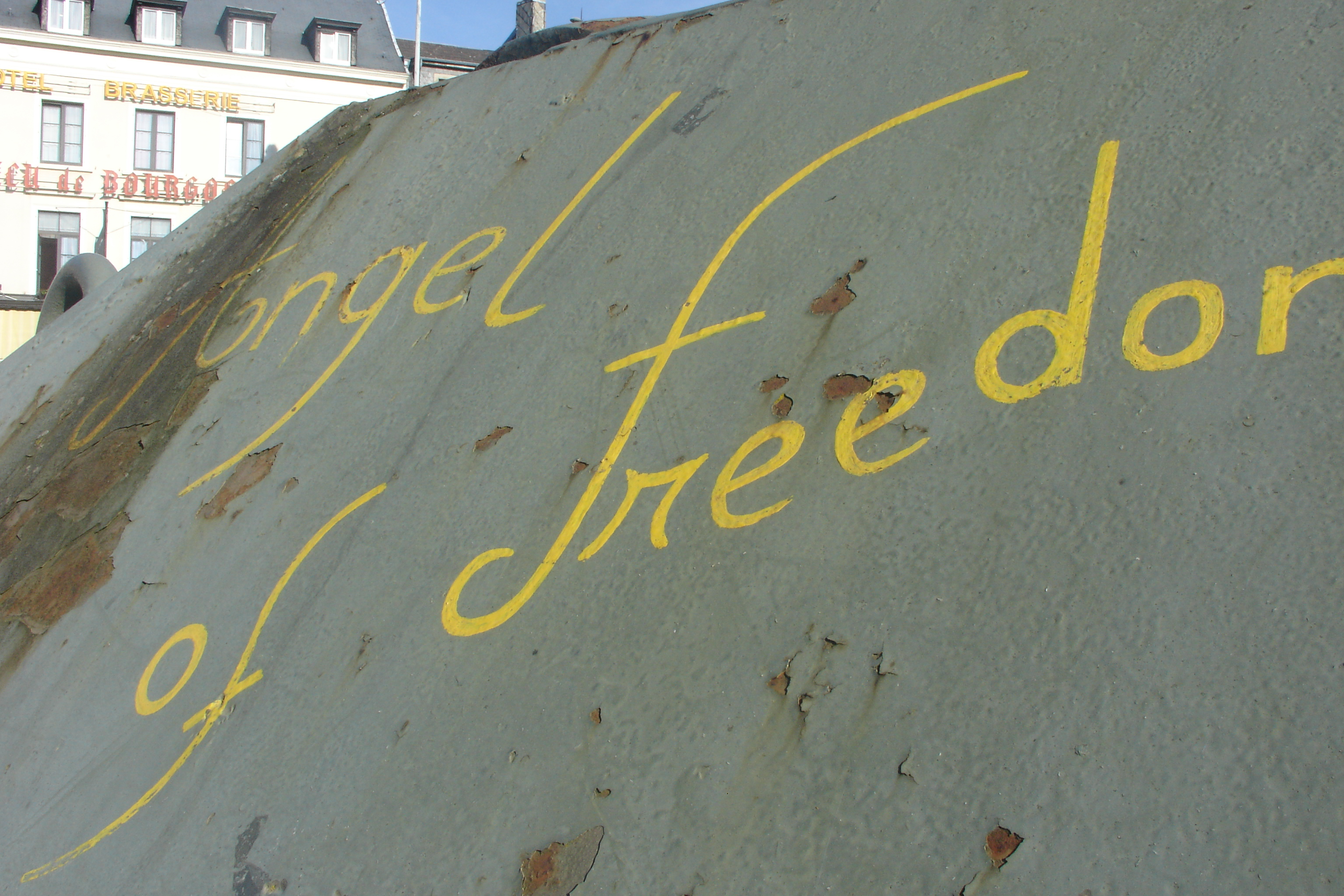
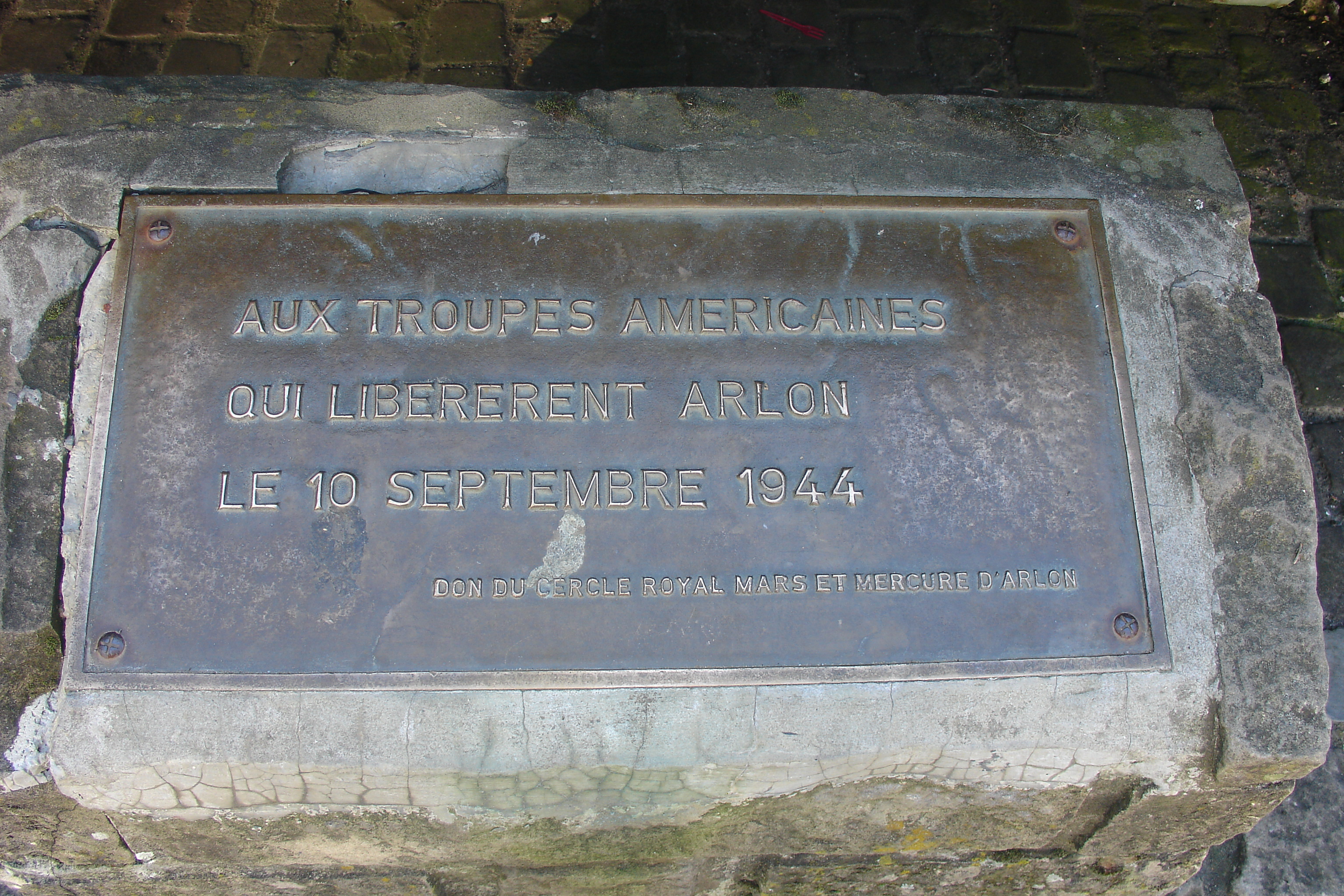